# 吳慰曾
吳慰曾，字子安，一字怡堂，號福田。安徽當涂縣人。清朝翰林。

## 生平
吳慰曾為道光二十七年（1847年）丁未科二甲進士。選庶吉士，散館授翰林院編修。余事不詳。